# Ахметелі Сандро Васильович
Сандро Ахметелі (14 квітня 1886 — 29 червня 1937) — грузинський режисер, один з засновників грузинського театру. 
Жертва сталінського терору.

## Біографія
Народився в с. Анага (Східна Грузія). В 1907—1916 Ахметелі вчився на юридичному факультеті Петербурзького університету. З 1909 виступав з статтями про театральне мистецтво, ставив аматорські спектаклі. 
Професіональну сценічну діяльність почав 1920 постановкою трагедії С. Шаншіашвілі «Бедро Зманія». З 1924 Ахметелі — головний режисер, а 1926—1935 — художній керівник театру Руставелі. Убитий в тюрмі НКВД СССР, самими ж комуністами реабілітований.
Основні постановки, здійснені Ахметелі: «Анзор» С. Шаншіашвілі, «Тетнульд» Шалви Дадіяні, «Розлом» Б. Лавреньова, «Розбійники» Ф. Шіллера та ін. Вистави Ахметелі характеризуються героїко-романтичною піднесеністю, національним колоритом. В 1930 очолюваний Ахметелі театр ім. Ш. Руставелі успішно виступав у Харкові.
Народний артист Грузинської РСР (1933).